# Nadežda Paleeva
Nadežda Sergeevna Paleeva (in russo Надежда Сергеевна Палеева?; traslitterazione anglosassone Nadezhda Sergeevna Paleeva; 24 settembre 1985) è una bobbista russa.

## Biografia
Compete dal 2013 come frenatrice per la squadra nazionale russa. Debuttò in Coppa Nordamericana a novembre 2013 ed esordì in Coppa del Mondo all'avvio della stagione 2013/14, il 6 dicembre 2013 a Park City, dove si piazzò 17ª nel bob a due pilotato da Anastasija Tambovceva; detiene quale miglior piazzamento in una gara di Coppa il sesto posto ottenuto il 19 gennaio 2014 a Igls stavolta con Ol'ga Stul'neva alla guida.
Ha partecipato ai Giochi olimpici invernali di Soči 2014 classificandosi al sedicesimo posto nel bob a due in coppia con Nadežda Sergeeva. 
Prese parte ai campionati mondiali di Winterberg 2015 vincendo la medaglia di bronzo nella competizione a squadre e classificandosi al dodicesimo posto nel bob a due in coppia con Aleksandra Rodionova. La Paleeva conta anche una partecipazione alle rassegne continentali con il settimo posto ottenuto a La Plagne 2015 sempre con la Rodionova.

## Palmarès

### Mondiali
- 1 medaglia:
  - 1 bronzo (gara a squadre a Winterberg 2015).

### Circuiti minori

#### Coppa Europa
- 1 podio (nel bob a due):
  - 1 secondo posto.

#### Coppa Nordamericana
- 1 podio (nel bob a due):
  - 1 secondo posto.